# Butrint Imeri
Butrint Imeri (* 3. Juli 1996 in Lörrach, Deutschland) ist ein kosovo-albanischer Sänger.

## Biografie
Butrint Imeri wurde am 3. Juli 1996 in Lörrach geboren. Seine Eltern stammen aus Mitrovica. Imeri erlangte erstmals nationale Berühmtheit, als er mit den Singles Ki me lyp, Merre zemrën tem und Eja Eja debütierte, mit denen er auf dem albanischsprachigen Balkan große Anerkennung erlangte. Später veröffentlichte er vier weitere Singles, darunter E jona und Delicious, letztere in Zusammenarbeit mit der griechischen Sängerin Eleni Foureira, die in Albanien bis auf Platz fünf kletterte. Imeris Charterfolg setzte sich 2017 mit Bella und seiner ersten Nummer-eins-Single in Albanien Xhanem fort.
2019 folgten zwei weitere Top-Ten-Singles in seinem Heimatland, Hajt Hajt und M’ke rrejt Dream Girl, eine Zusammenarbeit mit dem deutschen Rapper Nimo, die unter 385idéal veröffentlicht wurde, war erfolgreich, unter anderem in Österreich, Deutschland und der Schweiz.

## Diskografie

### Singles als Leadmusiker
| Jahr | Titel Album       | Höchstplatzierung, Gesamtwochen, AuszeichnungChartplatzierungen (Jahr, Titel, Album, Platzierungen, Wochen, Auszeichnungen, Anmerkungen) | Höchstplatzierung, Gesamtwochen, AuszeichnungChartplatzierungen (Jahr, Titel, Album, Platzierungen, Wochen, Auszeichnungen, Anmerkungen) | Höchstplatzierung, Gesamtwochen, AuszeichnungChartplatzierungen (Jahr, Titel, Album, Platzierungen, Wochen, Auszeichnungen, Anmerkungen) | Anmerkungen             |
| Jahr | Titel Album       | DE | AT | CH | Anmerkungen             |
| ---- | ----------------- | --- | --- | --- | ----------------------- |
| 2019 | Dream Girl –      | DE42 (2 Wo.)DE | AT72 (1 Wo.)AT | CH48 (2 Wo.)CH | feat. Nimo              |
| 2021 | Dujëm –           | — | — | CH85 (1 Wo.)CH |                         |
| 2021 | Dale –            | — | — | CH13 (15 Wo.)CH | feat. Kida & Ledri Vula |
| 2021 | Kuku –            | — | AT44 (2 Wo.)AT | CH8 (9 Wo.)CH |                         |
| 2022 | Corazon –         | — | — | CH35 (6 Wo.)CH | feat. Don Xhoni         |
| 2022 | Pare –            | — | — | CH11 (4 Wo.)CH | feat. Tayna & Mozzik    |
| 2022 | AM –              | — | — | CH36 (3 Wo.)CH | feat. Kida              |
| 2022 | PM –              | — | — | CH56 (2 Wo.)CH | feat. Kida              |
| 2022 | Lejla –           | — | — | CH25 (3 Wo.)CH |                         |
| 2023 | Cigaren –         | — | — | CH55 (2 Wo.)CH |                         |
| 2023 | Lule e dashnisë – | — | — | CH79 (2 Wo.)CH |                         |
| 2023 | Diskoteka –       | — | — | CH6 (4 Wo.)CH |                         |
| 2024 | Moj Dashni –      | — | — | CH71 (2 Wo.)CH |                         |
| 2024 | Lonley –          | — | — | CH95 (1 Wo.)CH | feat. Era Istrefi       |
| 2024 | Psikopat –        | — | — | CH43 (2 Wo.)CH |                         |
| 2024 | Tu menu –         | — | — | CH44 (2 Wo.)CH |                         |
| 2024 | Malli –           | — | — | CH64 (2 Wo.)CH |                         |
| 2025 | Lej kto rrena –   | — | AT41 (1 Wo.)AT | CH16 (4 Wo.)CH |                         |
| 2025 | Lot –             | — | — | CH23 (2 Wo.)CH | feat. Tayna             |

Weitere Singles
- 2015: Ki me lyp (feat. Real 1 & Dj Blunt)
- 2015: Merre zemrën tem
- 2016: Eja Eja
- 2016: E jona
- 2016: Delicious (feat. Eleni Foureira)
- 2016: Papa (feat. Elinel)
- 2016: Veç për mu
- 2017: Mona Lisa
- 2017: Bella
- 2017: Xhanem
- 2018: Ma Chérie
- 2018: Alea
- 2018: Kush?
- 2018: Bakllava (feat. Gjiko)
- 2019: Hajt hajt
- 2019: M‘ke rrejt
- 2020: Për një dashuri (feat. Ermal Fejzullahu)
- 2020: Si përpara
- 2020: Dy zemra (feat. Nora Istrefi)
- 2020: Phantom
- 2023: Gaboi (feat. Stealth & Vinz)
- 2024: Princesa
- 2024: Luj (feat. Dystinct)

Gastbeiträge
- 2019: Sa Gjynah (Majk feat. Butrint Imeri)